# Martina Hund-Mejean
Martina Hund-Mejean, geborene Hund (* 29. Mai 1960 in Frankfurt-Höchst) ist eine deutsche Volkswirtin und Chief Financial Officer des US-Kreditkartenunternehmens Mastercard.

## Leben
Martina Hund schloss 1979 die Schule mit dem Abitur ab. Von 1979 bis 1981 absolvierte sie eine Banklehre bei der Deutsche Bank AG und studierte ab 1981 Volkswirtschaftslehre an der Universität Freiburg. Nach ihrem Examen als Diplom-Volkswirtin wurde Hund 1985 Kreditanalystin bei Dow Chemical in Frankfurt.
Im August 1986 begann sie ein MBA-Studium an der Darden School of Business der Universität von Virginia, Charlottesville.
1988 fand sie in der Treasury-Abteilung von General Motors, New York City, Anstellung; im Lauf der Jahre stieg sie in den USA und in Großbritannien bis zur Position des Assistant Treasurer auf.
Im Jahr 2000 wechselte sie zu Lucent Technologies; 2002 wurde sie Treasurer und Leiter des Bereichs M&A beim US-amerikanischen Mischkonzern Tyco.
2007 wurde Martina Hund-Mejean Finanzchefin (englisch chief financial officer) des US-Kreditkartenunternehmens Mastercard.
Im Treasury & Risk Management Magazine wurde Hund dreimal in ihrer Liste der 100 Most Influential People in Finance (100 einflussreichsten Personen im Finanzwesen) genannt.
Martina Hund-Mejean ist verheiratet mit dem US-Bürger französischer Herkunft Bruno Mejean, den sie Ende der 1980er Jahre bei Finanzierungsverhandlungen während ihrer Zeit bei General Motors kennenlernte. Die beiden haben zwei Kinder.